# Портрет Освольта Креля
«Портрет Освольта Креля» (нім. Porträt des Oswald Krell) — картина олійними фарбами німецького художника Альбрехта Дюрера. Твір написано 1499 року. Зберігається в Старій пінакотеці в Мюнхені.

## Історія та опис
Твір намальовано 1499 року на замовлення Освольта Крела, нюрнберзького купця, який згодом став мером свого рідного міста Ліндау. В 1812 р. картину купив принц Еттінген-Валлерштейн; згодом з його приватної колекції картина перейшла до Старої пінакотеки в Мюнхені.
Портрет Освальта Крела супроводжують дві бічні панелі, на яких намальовано двоє «диких людей», що тримають його геральдичні щити. Стулки картини мали закриватися й у такий спосіб зберігати її від руйнування. Тло нерівномірно розділено між червоною завіскою, яка контрастує з рисами обличчя Освальта, та пейзажем, на якому зображено високі дерева. Великий плащ, оббитий хутром, прикриває лише праве плече Крела, показуючи чорне убрання з рукавом-буфом ліворуч. Портрет у три чверті дозволив Дюреру сфокусувати свою увагу на вбранні та ланцюжку з золотими елементами. Освальд випромінює пишність, а вираз його обличчя виражає певну грізність. Лівою рукою він занепокоєно хапається за плащ, а вузлуваті пальці правої руки, водночас, виражають вимушену стриманість. Раптом простежується його владний вигляд, що має наводити страх, вказуючи на те, що сам Крел ще не до кінця може оцінити свою силу і владу.